# Fernando de la Mora (homme politique)
Pour les articles homonymes, voir Fernando de la Mora.
Fernando de la Mora (né en 1773 ou 1785, mort en 1835) est un homme politique, un des pères fondateur de l'indépendance du Paraguay.

## Biographie
Né le 18 décembre 1773 (ou 1785 suivant les sources) à Limpio (connu auparavant sous le nom de Tapúa), ses parents étaient le capitaine Fernando de la Mora et Ana del Caza, tous deux descendant de conquistadors espagnols. On suppose qu'il a étudié au collège San Carlos d'Asuncion, puis à l'Université de Buenos Aires. En 1802 il est député d'Asuncion, et représente l'union des marchands. Il a été régent d'Ascuncion vers 1810, et était un fervent partisan de l'indépendance.
Emprisonné en 1820, il meurt le 14 mai 1835; son nom a été donné à la ville de Fernando de la Mora.